# Almochuel
Almochuel là một đô thị ở tỉnh Zaragoza, Aragon, Tây Ban Nha. Theo điều tra dân số 2004 của Viện thống kê Tây Ban Nha (INE), đô thị này có dân số là 49 người. Diện tích đô thị này là 31 ki-lô-mét vuông.